# Megahexura fulva
Megahexura fulva is een spinnensoort uit de familie Megahexuridae. De soort komt voor in de Verenigde Staten.